# Bob Denard
Bob Denard (eigentlich Robert Denard; * 7. April 1929 in Bordeaux; † 13. Oktober 2007 in Pontault-Combault, Département Seine-et-Marne) war ein französisch-komorischer Söldnerführer. Er selbst nannte sich „Colonel Denard“, sein muslimischer Name war Said Mustapha Mahdjoub. Er gründete ein offiziell eingetragenes Unternehmen namens GP (= „garde présidentielle“, dt. Präsidentengarde).

## Leben
Denard diente im Indochinakrieg und in Algerien in der französischen Armee und als Kolonialpolizist in Marokko, bevor er sich in den 60er Jahren als Söldner selbständig machte. In der Folge bescherten ihm die zahlreichen Stellvertreterkriege des Kalten Krieges immer neue Beschäftigungsfelder. So war er mit seiner Söldnertruppe an Putschversuchen und Bürgerkriegen beteiligt, unter anderem in Biafra, Gabun, Angola, in Zaire zugunsten von Mobutu Sese Seko, in Simbabwe, Benin, im Nordjemen und im Iran. Oftmals wurden seine Aktionen in Afrika vom französischen Geheimdienst SDECE gedeckt. Für Frankreich waren sie die Möglichkeit, in Konflikte in den ehemaligen Kolonien einzugreifen, ohne dass es zu völkerrechtlichen Verwicklungen für die Republik kam. Der Versuch Denards, 1967 von Angola aus zur Söldnerrebellion in Zaïre durchzubrechen, scheiterte.
Denards bevorzugtes Ziel waren die Komoren, wo er an vier Putschversuchen beteiligt war. Den ersten Kontakt vermittelte der Waffenhändler Georges Starkman, weil Yves Lebret, Direktor von Air Comores, einen Gegner des nach der Unabhängigkeit der Insel Mayotte als Teil der Komoren strebenden Ahmed Abdallah stärken wollte und deshalb dessen innenpolitischen Konkurrenten Ali Soilih nahe stand. Die Mayotte-Frage war am 3. Juli 1975 mit dem Verbleib bei Frankreich geregelt worden. Nachdem Denard durch einen Putsch am 20. September 1975 Abdallah entmachtet und durch Ali Soilih ersetzt hatte, half er diesem, durch einen weiteren Putsch 1978 wieder an die Macht zu kommen. Nach dem Putsch, den Denard mit 50 Söldnern ausführte, blieben 30 Söldner mit ihm als Präsidentengarde des Präsidenten Abdallah auf den Komoren. Denard wurde komorischer Staatsbürger, brachte die Wirtschaft der Inseln unter seine Kontrolle und galt als inoffizieller König des Inselstaats. Er und seine Leute teilten etwa 90 Prozent der Staatseinnahmen der 300.000 Insulaner unter sich auf. Denard nahm den Islam an und heiratete zwei komorische Frauen.
Am 16. Januar 1977 begann er unter dem Namen Opération Crevette auf dem Flughafen von Cotonou in Benin einen weiteren Putschversuch, dessen Ziel es war, den marxistischen Präsidenten Mathieu Kérékou zu stürzen. Der Putsch scheiterte und Denard zog sich mit seinen Männern auf die Komoren zurück. Beim übereilten Abzug aus Benin hatte Denard Dokumente zurückgelassen, die  Hassan II. von Marokko, Gnassingbé Eyadéma von Togo, Omar Bongo von Gabun und den Berater René Journiac von Frankreich als Auftraggeber der Aktion offenlegten.
Als François Mitterrand 1981 Präsident wurde, verlor Denard die Unterstützung Frankreichs, unterhielt aber noch einige Zeit beste Kontakte zum französischen Geheimdienst. Im Jahr 1989 zerstritten die Söldner sich in Fraktionen, und Präsident Abdallah starb bei einem Schusswechsel, der – je nach Darstellung – ebenfalls ein Putschversuch gewesen sein soll. Denard wurde dafür verantwortlich gemacht. Frankreich griff auf Bitten der Gegenfraktion und der Komoraner ein und verhaftete Denard 1991. 
Zwei Jahre später wurde er für seine Beteiligung am Putsch in Benin vom Januar 1977 von einem Gericht in Paris zu fünf Jahren Haft auf Bewährung verurteilt. Im Jahr 1995 unternahm Denard seinen letzten Putschversuch auf den Komoren, doch hatte er die Unterstützung Frankreichs endgültig verloren. Jacques Chirac entsandte ein Expeditionskorps, das die Regierung wieder einsetzte. Denard wurde festgenommen und saß in Frankreich in Untersuchungshaft. 1999 wurde gegen ihn in Paris wegen Mordes an Abdallah prozessiert. Zahlreiche gaullistische Politiker und auch die Söhne des Ermordeten sagten zu seinen Gunsten aus und er wurde mangels Beweisen freigesprochen. Im Juli 2007 wurde Denard jedoch wegen seiner Beteiligung am Putschversuch auf den Komoren 1995 zu vier Jahren Haft verurteilt; drei Jahre davon wurden zur Bewährung ausgesetzt. Bis zu seinem Tod lebte der an der Alzheimer-Krankheit leidende Denard in seinem Landhaus in Südfrankreich.

## Film und Fernsehen
Im französischen Fernsehfilm Mister Bob (F 2011, Regie: Thomas Vincent) wird Denard von Clovis Cornillac dargestellt.